# Jeremy Jacobs
Jeremy Jacobs, Sr. je vlastník hokejového týmu Boston Bruins a prezident Delaware North Companies. Rodák z Buffala bydlí v letních měsících se svou manželkou Margaret ve vesnici East Aurora ve státě New York a v zimních měsících ve Wellingtonu na Floridě. Prestižní magazín Forbes jej vyhlásil číslem 746 v žebříčku světových miliardářů.

## Delaware North Companies
Vlastní a řídí Delaware North Companies, kterou založil jeho otec. Firma pracuje v odvětvích pohostinství a potravinářství a sídlí v Buffalu. Je zároveň jednou z největších severoamerických společností v soukromém vlastnictví. Společnost pracuje v ubytování, sportování, hrách, zábavním průmyslu a řízení letišť. Po celém světě zaměstnává přes 50 tisíc lidí a roční výnos přesahuje 2 miliardy amerických dolarů.
Delware North také vlastní TD Garden, domov Boston Bruins a Boston Celtics. Arena je zároveň jedno ze špičkových sportovišť v Severní Americe co se týče koncertů. Koná se zde přibližně 200 událostí ročně a každý rok ji navštíví přes tři a půl milionu lidí.

## Boston Bruins
Je velmi znám pro mnoho sportovních fanoušků, několik let se vyskytuje na seznamu nejvlivnějších osobností sportu podle magazínu Sports Business Journal. Byl uveden do Sportovní síně slávy západního New Yorku v říjnu 2006. 
Od roku 1975 je vlastníkem týmu Boston Bruins hrající kanadsko-americkou NHL. Jacobs také reprezentuje klub na výboru ředitelů NHL a slouží ve výkonném výboru NHL. V roce 2007 byl zvolen prezidentem výboru ředitelů NHL a vystřídal calgaryjského Harleyho Hotchkisse po 12 letech. 
Byl hnacím motorem zařizování Winter Classic pro rok 2010. V polovině července 2009 Jacobs a komisionář NHL Gary Bettman oznámili, že Winter Classic 2010 se bude hrát mezi týmy Boston Bruins a Philadelphia Flyers na baseballovém Fenway Parku v Bostonu. Protože v této sezoně se v NHL nehrálo Utkání hvězd, Winter Classic se tak stalo nejvýznamnějším zápasem sezony. 
Změnil management týmu z důvodů zvětšení šancí na úspěch. Novým generálním manažerem se stal Peter Chiarelli, trenérem Claude Julien a navíc se Jacobsovi podařilo přivábit zpět legendu bostonského hokeje Cama Neelyho. 
Nedávné spekulace naznačují že se zajímá o koupi Buffalo Bills z jeho rodného města, jestliže bude tým na prodej.

## Další informace
Jako aktivní filantrop, věnuje každý rok miliony dolarů na různé charity. 
University at Buffalo v červnu 2008 oznámila, že od něj obdržela deset milionů dolarů na založení nového Jacobsova Institutu, který podpoří výzkum klinické spolupráce o příčinách, ošetřeních a prevencích srdečních a vaskulárních chorob. Tato dotace je vůbec největší v historii univerzity a dělá z něj nejšedřejšího dárce, dohromady už daroval přes 18 milionů dolarů. 
Jako absolvent University at Buffalo a Harvard University v oboru managementu drží čestné doktoráty z University at Buffalo, Canisius College a Johnson and Wales University.
Značně podpořil kampaně prezidentských kandidátů George W. Bushe, Johna Kerryho, Mitta Romenyho, Hillary Clintonové, Joa Liebermana a Johna Edwardse.
Dále vlastní polovinu akcií regionální sportovní televize NESN, druhou polovinu vlastní jeho přítel John Henry, majitel Boston Red Sox. 